# Subdivisões do Laos

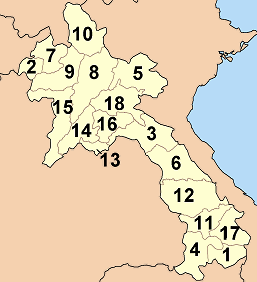
Províncias do Laos

O Laos está dividido em 16 províncias (em Lao ແຂວງ, khoueng), 1 região ou zona especial (*) (ເຂດພິເສດ, khetphiset) e um municipalidade ou prefeitura (**) (ນະຄອນຫລວງ, kampheng nakhon)
1. Attapeu
2. Bokeo
3. Borikhamxai
4. Champassak
5. Houaphanh
6. Khammouane
7. Luang Namtha
8. Luang Prabang
9. Oudomxai
10. Phongsali
11. Saravane
12. Savannakhet
13. Vientiane (prefeitura) (**)
14. Vientiane (província)
15. Sayaburi
16. Saysomboun (*)
17. Sekong
18. Xieng Khouang

As províncias são subdivididas em distritos (muang ou muong) e aldeias (baan).